# Legenda

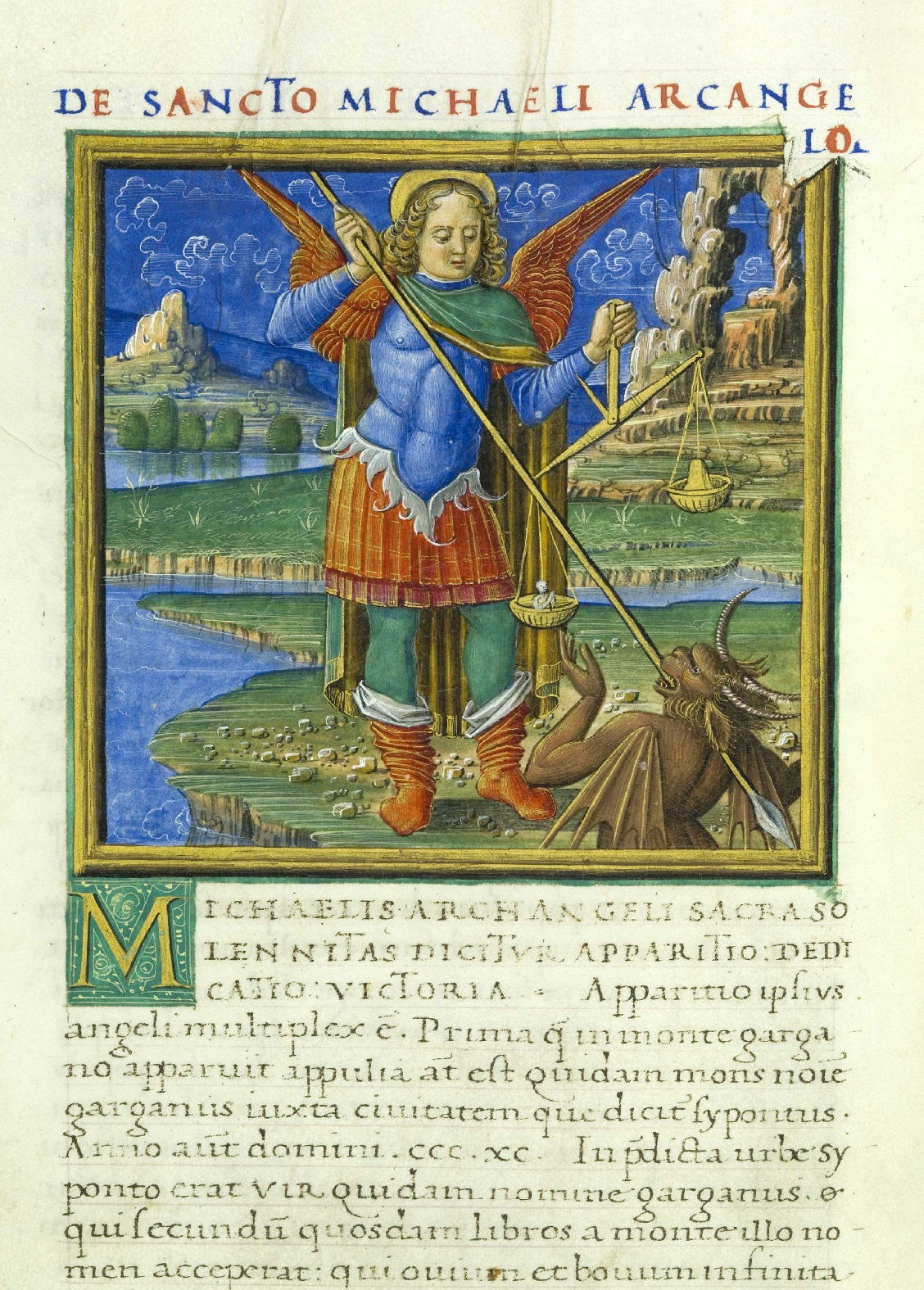
Legenda o sv. archandělu Michaelovi.

Legenda (pochází z latinského legenda, což znamená „věci určené ke čtení“) je epický literární žánr, pojednávající o životě, smrti, mučení a zázracích určitého světce či mučedníka, příp. ostatků nebo svatého předmětu (legenda o sv. Kříži). V legendách se vyskytují zázraky a postavy křesťanské historie. V přeneseném smyslu může být i legenda o význačné osobě.
Používá se též označení hagiografie, což je termín odvozený z řeckého hagios (svatý) a grafein (psát). V některých jazycích je rozšířenější toto označení.

## Charakter legendy
Legendy popisovaly život světce, postupně však docházelo k vytváření obecných motivů, které pak byly přenášeny z jednoho světce na druhého, a život konkrétního světce tak byl mnohdy do velké míry zastřen. Na druhou stranu legendy poměrně věrně zachycují sociální prostředí.
Tento charakter je dán funkcí legendy, která sloužila především křesťanské výchově a propagaci světce, případně také k obhajobě některých jevů (v českém prostředí např. používání staroslověnštiny v bohoslužbě).

## Vývoj žánru
Hagiografie vznikla na sklonku antiky, když se klasická biografie rozšířila o prvky z bible (zvláště o líčení zázraků). Křesťanská legenda pak má své počátky v novozákonních evangeliích. Charakter legendy mají již Skutky apoštolů, nicméně stěžejním dílem, které určilo charakter hagiografie, jsou tzv. Pseudoklementina vyprávějící o skutcích apoštola Petra.
Legendy byly většinou zprvu předávány ústně, později byly zapisovány, a to jak veršem, tak i prózou. Tvořily těžiště středověké umělecké tvorby a ve své době plnily účely liturgické i literární. Základní osou je vyprávění o narození, životě (vita), smrti (passio), přenesení ostatků (translatio) a zázracích (miracula) osoby, o které se soudilo, že se za své skutky dostala jistě do nebe. Nebylo však rozhodující, zda ona osoba byla oficiálně prohlášena za svatou či blahoslavena: kanonizace probíhala často na základě lidové úcty. Účelem legend bylo oslavit památku příkladných křesťanů a dát příklad k následování.

## Legendy v českých zemích
Legendy v českých zemích vznikaly v období od 9. století, kdy se sem dostaly s působením misionářů, do 14. století ve vzdělané duchovenské společnosti. Zásadní bylo působení svatých Cyrila a Metoděje, s jejichž jmény jsou první legendy vzniklé na českém území spojeny.
Podle světců, o kterých legendy pojednávají, je lze rozdělit do pěti skupin:
1. cyrilometodějské legendy
  - moravsko-panonské legendy (panonské legendy) – Život Konstantinův a Život Metodějův, staroslověnské legendy sepsané žáky těchto světců popisují život Konstantina i Metoděje a vzájemně se doplňují. Cílem těchto legend byla zejména obhajoba staroslověnštiny jako bohoslužebného jazyka.[3]
2. svatováclavské a svatoludmilské legendy
  - Hagiografie sv. Václava obsahuje celkem 12 verzí jeho legendy, devět je v latině a tři ve staroslověnštině.
  - Crescente fide Christiana (název z incipitu latinského originálu, v překladu Šíření víry křesťanské) spolu s první staroslověnskou legendou je nejstarší, není jasné, která z nich vznikla dříve. Napsána byla v Bavorsku a je výrazně delší a obsáhlejší než první staroslověnská legenda (začíná již u Václavova otce Vratislava, detailně a v negativním světle rozebírá postavu Václavovy matky Drahomíry)
  - Život svatého Václava (někdy označován jako Život knížete Václava) byla sepsána staroslověnsky a datuje se do doby brzy po zavraždění knížete Václava (polovina 10. století). Zároveň se jedná o nejstarší v úplnosti dochovanou staroslověnskou památku, která vznikla na území Čech. V porovnání s Crescente fide Christiana je podstatně kratší a zobrazuje Václavovu matku Drahomíru výrazně pozitivněji.
  - Kristiánova legenda (Život a umučení svatého Václava a jeho babičky svaté Ludmily, lat. Vita et passio sancti Vencaslai et sanctae Ludmilae aviae eius) byla sepsána latinsky. Sporná je doba vzniku i autor samotný, zřejmě však vznikla koncem 10. století. Cílem díla byla znovu obhajoba staroslověnské bohoslužby.[4]
3. vojtěšské legendy – legendy o svatém Vojtěchovi v sobě obsahují širší evropštější rozhled.
  - Nascitur purpureus flos je latinská legenda napsaná na počátku 11. století sv. Brunem z Querfurtu, který byl žákem svatého Vojtěcha.
4. prokopské legendy obsahují mnohé lidové prvky, což je dáno tím, že se obracely k prostému člověku, aby v něm vyvolaly úctu ke svatému Prokopovi i ke klášterům.[5]
  - Vita Minor – legenda napsána latinsky okolo roku 1200 v Sázavském klášteře. Stala se východiskem pro další prokopské legendy. Jednou z nich byla i legenda sepsaná česky v době Karla IV., ta však klade důraz zcela jinak – popisuje především Prokopův zápas o uchránění Sázavského kláštera před německými mnichy.[5]
5. další legendy
  - Život svaté Kateřiny (též Legenda o sv. Kateřině) je veršovaná legenda z druhé poloviny 14. století, která se snaží vyobrazit lásku krásné, urozené a vzdělané Kateřiny ke Kristu. Obsahuje v sobě bohatou symboličnost (šest barev: bílá = čistota, zlatá = vyvolena Bohem, červená = žár lásky i Ježíšovo utrpení, černá = smutek a bolest, zelená = naděje na spasení, modrá = věrnost ve víře). Během třicetileté války byl rukopis odvezen švédskými vojáky do švédské královské knihovny a vrácen byl až ve druhé polovině 20. století.